# Takayuki Yamada
Pour les articles homonymes, voir Yamada.
Takayuki Yamada (山田 孝之, Yamada Takayuki), né le 20 octobre 1983, à Naha, dans la préfecture de Kagoshima, est un acteur et chanteur japonais.

## Biographie
Takayuki Yamada naît à Naha, à Okinawa. Il est originaire du bourg de Sendai (ja), devenu la ville de Satsumasendai en 2004.
Yamada se fait connaître dans son pays natal grâce à ses rôles dans les dramas Churasan, Water Boys, Fire Boys (adaptation du manga Daigo, soldat du feu) ou encore Socrates in Love qui lui permet de décrocher de nombreuses récompenses. Il campe le personnage principal du film Densha Otoko en 2005.
C'est toutefois son rôle de Tamao Serizawa dans Crows Zero qui le dévoile au public international. Ce film, où il campe un lycéen rebelle en lutte pour le contrôle de son lycée, lui ouvre définitivement les portes de la célébrité - il reprendra son rôle dans Crows Zero II. Il figure également au casting de 13 Assassins, en compétition officielle à la 67e Mostra de Venise.
Il a reçu la Star Asia Rising Star Award au New York Asian Film Festival de 2011.

## Filmographie

### Cinéma
- 2002 : The Cat Returns
- 2003 : Dragon Head
- 2004 : Jenifa
- 2005 : Densha Otoko
- 2006 : The Letter
- 2007 : Crows Zero : Tamao Serizawa
- 2007 : That Time I Said Hi to My Boyfriend
- 2007 : Maiko Haaaan!!!
- 2008 : 252: Signal of Life
- 2008 : Ikigami
- 2009 : Chasing My Girl
- 2009 : MW
- 2009 : Kamogawa Horumo
- 2009 : Crows Zero 2 : Tamao Serizawa
- 2010 : 13 Assassins : Shinrokuro Shimada
- 2010 : Vengeance Can Wait
- 2010 : Seaside Motel
- 2011 : Unfair 2: The Answer
- 2011 : Yubiwa wo Hametai
- 2011 : Gantz : Masamitsu Shigeta
- 2011 : Gantz, Perfect Answer : Masamitsu Shigeta
- 2011 : Milocrorze
- 2012 : Arakawa Under the Bridge
- 2012 : Ushijima the Loan Shark
- 2012 : The Floating Castle
- 2012 : The Samurai That Night
- 2012 : Lesson of the Evil (悪の教典, Aku no kyōten?) de Takashi Miike
- 2013 : The Devil's Path
- 2013 : Rakugo Eiga
- 2013 : Ore wa Mada Honki Dashite nai Dake
- 2014 : Mole's Song
- 2014 : Monsterz : Tanaka Shuichi
- 2018 : 50 First Kisses : Daisuke Yuge
- 2019 : Dragon Quest: Your Story : Papasu
- 2020 : Brothers in Brothel : Kenichi Takeda
- 2020 : New Interpretation Records of the Three Kingdoms : Yellow Turban
- 2024 : Faceless : Matanuki

### Télévision
- Psychometrer Eiji 2 (1999)
- Aoi Tokugawa Sandai (2000)
- Rokubanme no Sayoko (2000)
- Koi ga Shitai x3 (2001)
- Jidan Kosho Jinnai Tamako Ura File (2001)
- Churasan (2001)
- Onmyoji Abe no Seimei (2002)
- Akahige (2002)
- Lunch no Joō (2002)
- Jidan Kosho Jinnai Tamako Ura File 2 (2002)
- The Long Love Letter (2002)
- Water Boys (2003)
- Churasan 2 (2003)
- Hatachi (2003)
- Churasan 3 (2004)
- Socrates in Love (2004)
- Jidan Kosho Jinnai Tamako Ura File 3 (2004)
- Fire Boys (2004)
- Start Line (2005)
- Densha Otoko (2005)
- H2 (2005)
- Taiyou no Uta (2006)
- Byakuyakou (2006)
- Churasan 4 (2007)
- Boss (2009)
- Wagaya no Rekishi (2010)
- Yamikin Ushijima-kun (2010)
- Yūsha Yoshihiko to Maou no Shiro (2011)
- Arakawa Under the Bridge (2011)
- Yūsha Yoshihiko to Akuryo no Kagi (2012)
- Nobunaga Concerto (2014)
- The Naked Director (2019)
- " House of Ninjas" (2024)

## Discographie
- All I Want for This Summer Is You (10 août 2002), produit par Universal Music Group

## Récompenses
- 2004 : 42e Television Drama Academy Awards - meilleur acteur Socrates in Love
- 2004 : 8e Nikkan Sports Drama Awards - 2e meilleur acteur principal pour Socrates in Love
- 2004 : Japan Academy Prize - prix du meilleur nouveau venu
- 2005 : Oricon Best Leading Film Actors - 4e meilleur acteur principal pour Densha Otoko
- 2006 : 48e Television Drama Academy Awards - meilleur acteur pour Byakuyakou
- 2011 : New York Asian Film Festival - lauréat du Star Asia Rising Star Award